# ماروی

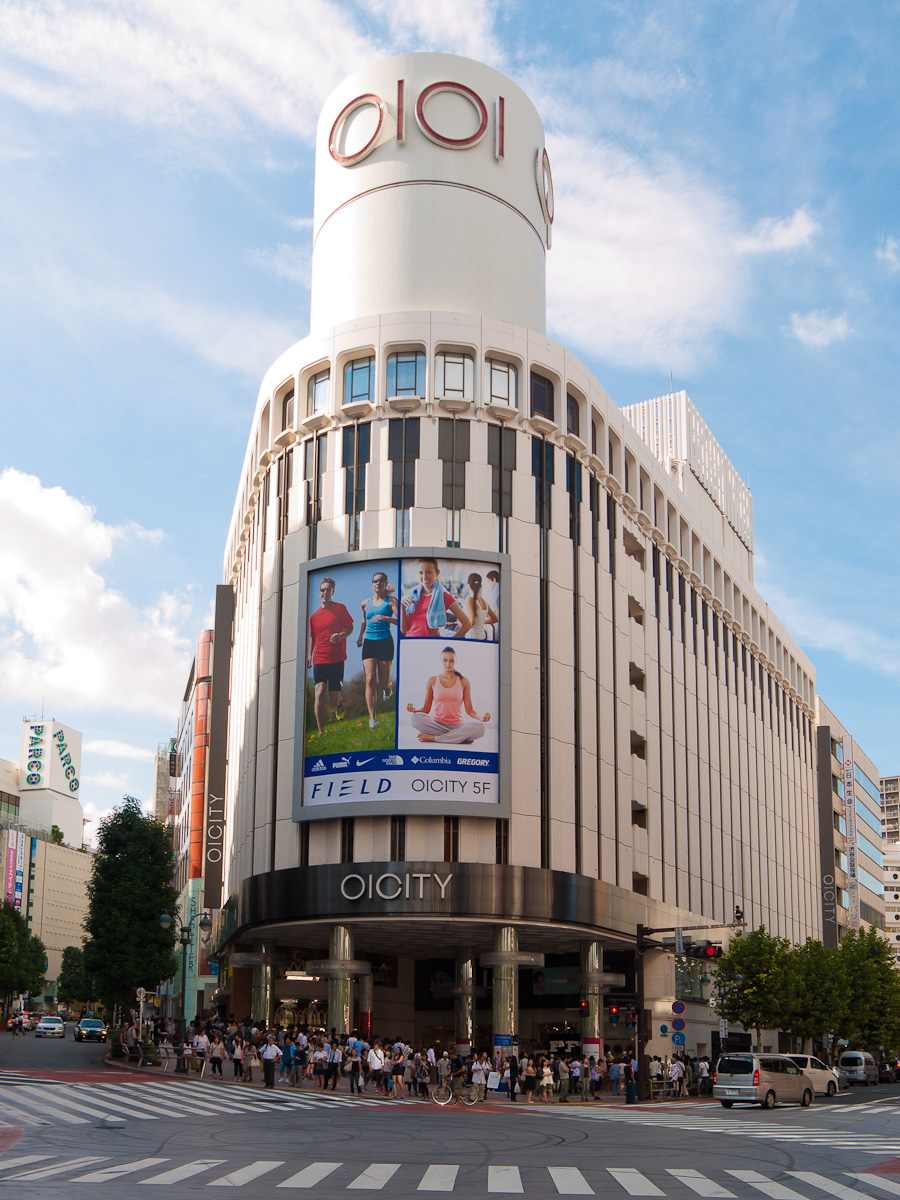
شعبه‌ای از ماروی، در شیبویا

ماروی (به ژاپنی: 株式会社丸井) شرکت خرده‌فروشی ژاپنی است، که در زمینه توزیع پوشاک، لوازم ورزشی، لوازم مد، عینک، طلا و جواهرات، مبلمان و کالاهای لوکس فعالیت می‌کند.
شرکت ماروی در سال ۲۰۰۷ تأسیس شد. دفتر مرکزی این شرکت در منطقه ناکانو شهر توکیو قرار دارد و بخشی از سهام آن در بازار بورس توکیو معامله می‌شود.